# زیست‌فناوری کشاورزی

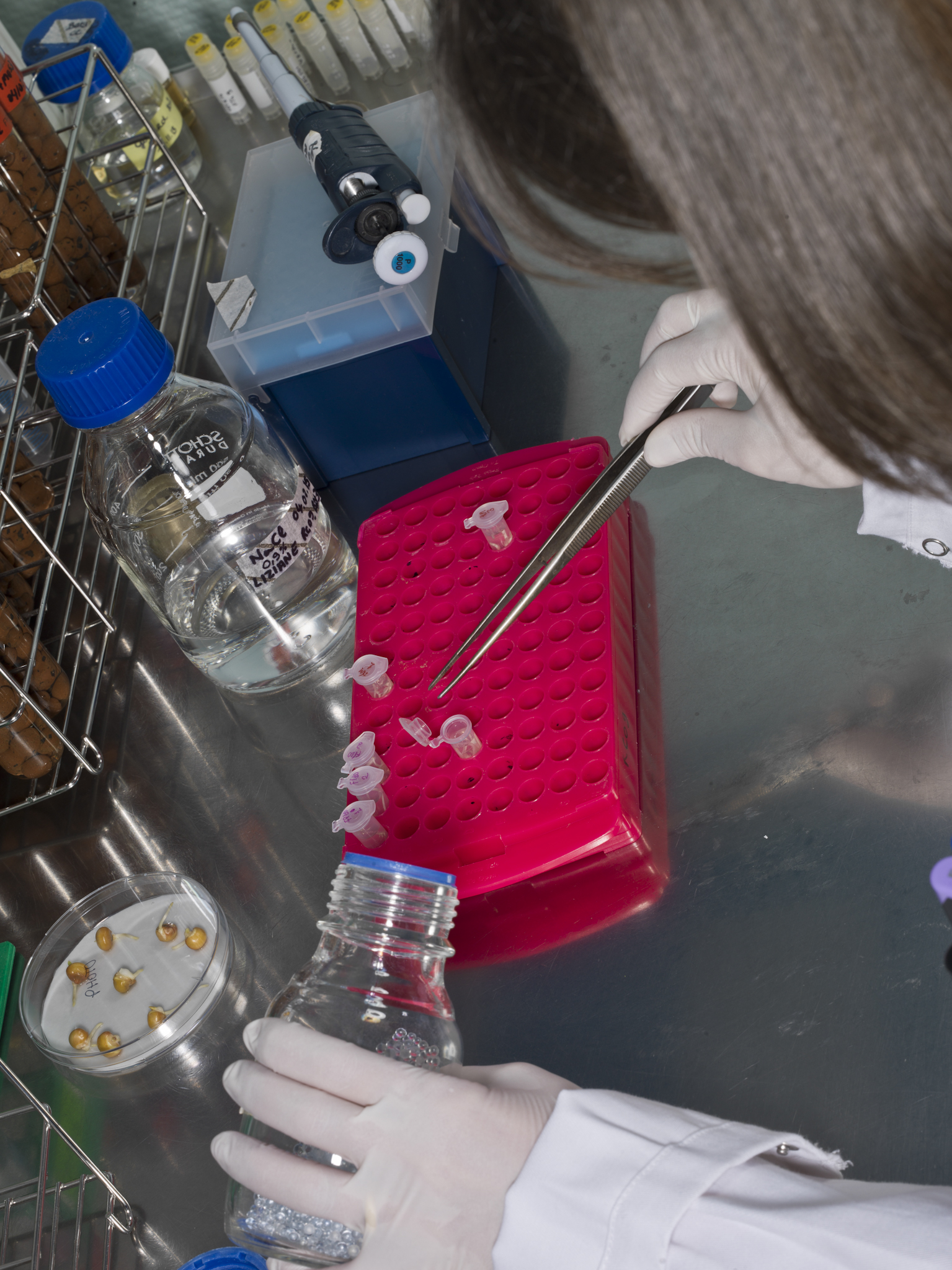
نمونه کار

کشاورزان برای ده‌ها هزار سال گیاهان را از طریق گزینش اصلاح می‌کردند و بدین صورت گیاهانی با صفات جدید تولید می‌کردند. اما در قرن بیستم پیشرفت چشمگیر زیست‌فناوری کشاورزی منجر به انتخاب صفاتی مانند افزایش عملکرد، مقاومت به آفات و خشکی و علف‌کش‌ها شد. اولین محصول غذایی تولیدشده از طریق زیست‌فناوری در سال ۱۹۹۰ وارد بازار شده و تا سال ۲۰۰۳ بیش از ۷ میلیون کشاورز محصولات حاصل از زیست‌فناوری را کشت و کار نمودند که بیش از ۸۵٪ این کشورها را کشورهای در حال توسعه تشکیل داده‌است.
زیست‌فناوری کشاورزی یکی از شاخه‌های علم کشاورزی است که با استفاده از تکنیک‌ها و ابزارهای علمی شامل مهندسی ژنتیک، روش‌های تشخیص مولکولی، مارکرهای مولکولی، واکسن‌ها و کشت بافت به تغییر در موجودات زنده یعنی گیاهان، حیوانات و میکروارگانیسم‌ها می‌پردازد. زیست‌فناوری محصولات غذایی یکی از جنبه‌های زیست‌فناوری کشاورزی به‌شمار می‌رود که هدف اصلی آن وارد نمودن صفاتی خاص از یک موجود به موجود متفاوت دیگر است. محصولات تراریخت ویژگی‌های مطلوبی در طعم، رنگ گل‌ها، سرعت رشد، اندازه محصول و مقاومت به بیماری‌ها و آفات نشان می‌دهند.

## روش‌های تغییر گیاهان

### اصلاح سنتی
اصلاح سنتی از طریق تلاقی قرن‌هاست توانسته باعث اصلاح کمیت و کیفیت محصولات غذایی بشود. در این روش دو گونه سازگاری جنسی با یکدیگر تلاقی یافته و رقم جدیدی با صفات مطلوب هر دو والد ایجاد می‌گردد. به عنوان مثال نوعی سیب که بافت و طعمی خاص نشان می‌دهد با روش‌های سنتی اصلاح از طریق تلاقی بین والدینش ایجاد شده‌است. در روش‌های سنتی گرده یک گیاه روی مادگی گل دیگر قرار می‌گیرد که در نهایت منجر به ایجاد هیبریدی می‌شود که اطلاعات ژنتیکی هر دو والد را داراست. البته باید توجه داشت که این روش فقط بین گیاهان یک گونه یا گونه‌های نزدیک به یکدیگر قادر به انجام خواهد بود.

### موتاسیون
موتاسیون یا جهش ژنتیکی، به صورت تصادفی در DNA هر موجودی رخ می‌دهد. به منظور ایجاد ارقام جدید از گیاهان، دانشمندان موتاسیون را به صورت تصادفی در یک گیاه القا می‌کنند. دانشمندان با استفاده از اشعه رادیواکتیو یا مواد شیمیایی مانند اتیل-متان سولفونات موتاسیون‌های تصادفی را در ژنوم گیاهان ایجاد می‌کنند. سپس گیاهانی که جهش مطلوب در آنها اتفاق افتاده و صفات موردنظر را نشان می‌دهند، برای مراحل بعدی انتخاب می‌شوند. 

### پلی پلوئیدی
از القای پلی پلوئیدی برای ایجاد تغییر در تعداد کروموزوم‌ها به منظور تأثیر بر روی اندازه و عملکرد محصولات کشاورزی استفاده می‌شود. معمولاً موجودات زنده دو مجموعه کروموزومی دارند که به عنوان دیپلوئیدی نامیده می‌شود. در هر حال به صورت طبیعی یا از طریق مواد شیمیایی تعداد کروموزوم‌ها تغییر نموده و در نتیجه تغییراتی در محصولات کشاورزی ایجاد می‌شود. هندوانه بدون بذر با این روش ایجاد شده‌است. برای ایجاد هندوانه بدون بذر، هنداونه تتراپلوئیدی با هندوانه دیپلوئید لقاح یافت و هندوانه عقیم بدون بذر با سه مجموعه کروموزومی ایجاد شد.

### امتزاج پروتوپلاست
این روش عبارت است از الحاق سلول‌ها یا بخش‌های سلولی برای انتقال صفات بین گونه‌ها. به عنوان مثال صفت نرعقیمی از تربچه به کلم قرمز با روش امتزاج پروتوپلاست انتقال یافت. صفت نرعقیمی به اصلاح گران کمک می‌کند تا محصولات هیبرید تولید نمایند.

### RNA مداخله گر یا RNAi
فرایندی است که طی آن مکانیسم تبدیل RNA سلول به پروتئین از طریق ژن‌های سرکوبگر غیرفعال می-شود. در این روش تولید یک پروتئین خاص از طریق خاموشی ژن متوقف می‌گردد.

### تراریختی
تراریختی عبارت است از واردنمودن یک قطعه DNA از یک موجود به DNA موجود دیگر به منظور واردنمودن ژن یا ژن‌های جدید. افزودن ژن‌های جدید به محتوای ژنتیک یک موجود باعث ایجاد ارقامی با صفات جدید از محصولات کشاورزی می‌شود. به عنوان مثال می‌توان به پاپایای رنگین کمانی اشاره کرد که دارای ژنی است که این گیاه را به ویروس لکه حلقوی پاپایا مقاوم نموده‌است.امروزه با استفاده از تکنولوژی های پیچیده و گران قیمت آزمایشگاهی (همانند رترو ویروس و تفنگ زنی) می توانیم DNA گونه هایی را دستکاری و ادقام کنیم که هیچوقت طبیعت قادر به انجام آن نیست. همانند باکتری و ذرت. ادقام کردن ژن ها از موجودات مختلف در شرایط آزمایشگاهی مشهور به تکنولوژی DNA نوترکیب است و موجود تولید شده به نام های تراریخته (ترنس ژنیک) یا مهندسی ژنتیکی شده خوانده می شوند.

### ویرایش ژنوم
یک سیستم آنزیمی است که DNA به‌طور مستقیم در داخل سلول تغییر داده می‌شود. از این روش برای ایجاد هیبریدهای کلزا مقاوم به علف کش برای کمک به کشاورزان جهت کنترل علف‌های هرز استفاده شده‌است.

## محتوای غذایی اصلاح شده
با توجه به افزایش جمعیت از زیست فناوری کشاورزی برای اصلاح محتوای غذایی محصولات کشاورزی استفاده شده‌است. با استفاده از مهندسی ژنتیک می‌توان محصولاتی با میزان بالاتر از ویتامین‌ها تولید نمود به عنوان مثال برنج طلایی دارای سه ژن است که باعث می‌شود پیش سازهای ویتامین A در گیاه تولید شده و در بدن انسان به این ویتامین تبدیل گردد. موز ۲۱ نیز برای مقابله با کمبود ریزمغزی‌ها در اوگاندا تولید شد. علاوه بر این، برخی محصولات کشاورزی برای کاهش سمیت و حذف برخی آلرژن‌ها نیز مهندسی می‌شوند.
فقط تعداد اندکی از محصولات کشاورزی تغییریافته ژنتیکی (GMO) جهت فروش و مصرف در آمریکا در دسترس عموم قرار گرفته‌اند. بعد از تولید پنبه Bt در هند بیش از ده میلیون هکتار از زمین‌های این کشور برای اولین بار در سال ۲۰۱۱ زیر کشت این محصول رفت. در اثر کاشت این نوع پنبه میزان استفاده از حشره کش‌ها ۵۰٪ کاهش یافت.
فعالیتهای زیست فناوری کشاورزی تحت نظارت سه مرکز مهم قرار دارد. دپارتمان کشاورزی بایستی رهاسازی هر محصول تغییریافته ژنتیکی را تأیید نماید. آژانس حفاظت محیط زیست مصرف حشره کش‌ها را کنترل می‌کند و وزارت غذا و دارو ایمنی محصولاتی که به بازار فرستاده می‌شود را ارزیابی می‌کند.
این فعالیت‌ها به‌طور میانگین ۱۳ سال طول کشیده و حدود ۱۳۰ میلیون دلار هزینه تحقیق و توسعه لازم است تا یک موجود تغییریافته ژنتیکی وارد بازار شود.
ایمنی محصولات تغییریافته ژنتیکی موضوع چالش‌برانگیزی در سطح جهان به‌شمار می‌رود اما مقالات علمی، آزمایش‌هایی را برای بررسی ایمنی مصرف محصولات تغییریافته ژنتیکی علاوه بر فعالیت‌های FDA انجام می‌دهند. در یکی از این مقالات عدم تأثیر برنج Bt بر روی دستگاه گوارش و عدم القای انتقال افقی ژن مورد بحث قرار گرفته‌است. اما باید توجه داشت این تنها یک مورد از مقالات مربوط به ایمنی محصولات تغییر یافته ژنتیکی است و باید تحقیقات بیشتری در این زمینه انجام گیرد.